# Wahlkreis Steglitz-Zehlendorf 2
Der Wahlkreis Steglitz-Zehlendorf 2 ist ein Abgeordnetenhauswahlkreis in Berlin. Er gehört zum Wahlkreisverband Steglitz-Zehlendorf und umfasst die Gebiete Albrechtstraße, Steglitzer Damm, Klingsorstraße, Munsterdamm und Halskestraße im Ortsteil Steglitz.

## Abgeordnetenhauswahl 2023
Bei der Wahl zum Abgeordnetenhaus von Berlin 2023 traten folgende Kandidaten an:
| Name                              | Partei           | Anteil der Erststimmen | Anteil der Zweitstimmen |
| --------------------------------- | ---------------- | ---------------------- | ----------------------- |
| Tom Cywinski                      | CDU              | 31,3 %                 | 30,0 %                  |
| Matthias Kollatz                  | SPD              | 24,1 %                 | 21,7 %                  |
| Tonka Wojahn                      | Grüne            | 22,2 %                 | 20,7 %                  |
| Franziska Brychcy                 | Die Linke        | 06,0 %                 | 07,0 %                  |
| Matthias Pawlik                   | AfD              | 06,0 %                 | 06,0 %                  |
| Thomas Seerig                     | FDP              | 05,0 %                 | 06,3 %                  |
| Sigrid Schalge                    | Tierschutzpartei | 02,8 %                 | 02,2 %                  |
| Christian Grabert                 | Die PARTEI       | 01,5 %                 | 01,2 %                  |
| Andreas Opitz-Greenfield          | dieBasis         | 00,6 %                 | 00,4 %                  |
| Andreas Diezmann                  | Freie Wähler     | 00,5 %                 | 00,2 %                  |
| –                                 | Volt             | –                      | 01,1 %                  |
| –                                 | Sonstige         | –                      | 03,2 %                  |
| Wahlberechtigte: 30.751 Einwohner |                  |                        |                         |
| Wahlbeteiligung: 67,3 %           |                  |                        |                         |

## Abgeordnetenhauswahl 2021
Bei der im Nachhinein für ungültig erklärten Wahl zum Abgeordnetenhaus von Berlin 2021 traten folgende Kandidaten an:
| Name                              | Partei           | Anteil der Erststimmen | Anteil der Zweitstimmen |
| --------------------------------- | ---------------- | ---------------------- | ----------------------- |
| Matthias Kollatz                  | SPD              | 27,9 %                 | 24,4 %                  |
| Tonka Wojahn                      | Grüne            | 22,3 %                 | 21,3 %                  |
| Tom Cywinski                      | CDU              | 21,1 %                 | 20,0 %                  |
| Thomas Seerig                     | FDP              | 08,1 %                 | 09,2 %                  |
| Franziska Brychcy                 | Die Linke        | 06,9 %                 | 08,1 %                  |
| Matthias Pawlik                   | AfD              | 05,5 %                 | 05,6 %                  |
| Sigrid Schalge                    | Tierschutzpartei | 03,4 %                 | 02,2 %                  |
| Christian Grabert                 | Die PARTEI       | 02,0 %                 | 01,4 %                  |
| Andreas Opitz-Greenfield          | dieBasis         | 01,6 %                 | 01,2 %                  |
| Andreas Diezmann                  | Freie Wähler     | 01,2 %                 | 00,7 %                  |
| –                                 | Volt             | –                      | 01,2 %                  |
| –                                 | Team Todenhöfer  | –                      | 01,0 %                  |
| –                                 | Sonstige         | –                      | 03,7 %                  |
| Wahlberechtigte: 31.032 Einwohner |                  |                        |                         |
| Wahlbeteiligung: 79,4 %           |                  |                        |                         |

## Abgeordnetenhauswahl 2016
Bei der Wahl zum Abgeordnetenhaus von Berlin 2016 traten folgende Kandidaten an:
| Name                              | Partei           | Anteil der Erststimmen | Anteil der Zweitstimmen |
| --------------------------------- | ---------------- | ---------------------- | ----------------------- |
| Matthias Kollatz-Ahnen            | SPD              | 26,9 %                 | 23,5 %                  |
| Thomas Heilmann                   | CDU              | 23,9 %                 | 21,8 %                  |
| Urban Aykal                       | Grüne            | 19,9 %                 | 18,3 %                  |
| Yvonne Cremer                     | AfD              | 11,0 %                 | 11,1 %                  |
| Sebastian Czaja                   | FDP              | 07,9 %                 | 08,7 %                  |
| Franziska Brychcy                 | Die Linke        | 07,3 %                 | 08,6 %                  |
| Eric Lüders                       | Piraten          | 02,4 %                 | 02,0 %                  |
| Otto Frank                        | Pro Deutschland  | 00,7 %                 | 00,3 %                  |
| –                                 | Tierschutzpartei | 0–                     | 01,9 %                  |
| –                                 | Die PARTEI       | 0–                     | 01,5 %                  |
| –                                 | Sonstige         | 0–                     | 02,3 %                  |
| Wahlberechtigte: 31.727 Einwohner |                  |                        |                         |
| Wahlbeteiligung: 70,7 %           |                  |                        |                         |

## Abgeordnetenhauswahl 2011
Bei der Wahl zum Abgeordnetenhaus von Berlin 2011 traten folgende Kandidaten an:
| Name                              | Partei           | Anteil der Erststimmen | Anteil der Zweitstimmen |
| --------------------------------- | ---------------- | ---------------------- | ----------------------- |
| Joachim Luchterhand               | CDU              | 33,2 %                 | 29,6 %                  |
| Rolf Wiegand                      | SPD              | 33,2 %                 | 28,4 %                  |
| Sabine Weißler                    | Grüne            | 23,5 %                 | 21,7 %                  |
| Matti Nedoma                      | Die Linke        | 04,1 %                 | 03,8 %                  |
| Bernd Schernitzky                 | Pro Deutschland  | 02,9 %                 | 00,9 %                  |
| Daniela Saccà-Reuter              | FDP              | 02,4 %                 | 02,5 %                  |
| Andreas Weber                     | BüSo             | 00,9 %                 | 00,1 %                  |
| –                                 | Piraten          | –                      | 07,9 %                  |
| –                                 | Tierschutzpartei | –                      | 01,5 %                  |
| –                                 | NPD              | –                      | 01,2 %                  |
| –                                 | Die Freiheit     | –                      | 01,1 %                  |
| –                                 | Sonstige         | –                      | 01,3 %                  |
| Wahlberechtigte: 31.479 Einwohner |                  |                        |                         |
| Wahlbeteiligung: 64,7 %           |                  |                        |                         |

## Abgeordnetenhauswahl 2006
Bei der Wahl zum Abgeordnetenhaus von Berlin  2006 traten folgende Kandidaten an:
| Name                              | Partei    | Anteil der Erststimmen |
| --------------------------------- | --------- | ---------------------- |
| Ulrike Neumann                    | SPD       | 37,9 %                 |
| Joachim Luchterhand               | CDU       | 31,6 %                 |
| Thorsten Schröder                 | Grüne     | 13,5 %                 |
| Jan Ziegenhagen                   | FDP       | 09,0 %                 |
| Johannes Schmidt                  | WASG      | 04,7 %                 |
| Bärbel Schmidthals                | Die Linke | 03,3 %                 |
| Wahlberechtigte: 31.353 Einwohner |           |                        |
| Wahlbeteiligung: 64,7 %           |           |                        |

## Abgeordnetenhauswahl 2001
Bei der Wahl zum Abgeordnetenhaus von Berlin  2001 traten folgende Kandidaten an:
| Name                              | Partei | Anteil der Erststimmen |
| --------------------------------- | ------ | ---------------------- |
| Ulrike Neumann                    | SPD    | 40,7 %                 |
| Stefan Schlede                    | CDU    | 33,8 %                 |
| Kay Ehrhardt                      | FDP    | 12,0 %                 |
| Maria-Magdalena Meyer-Kiehn       | Grüne  | 09,4 %                 |
| Bernhard Werner                   | PDS    | 04,1 %                 |
| Wahlberechtigte: 28.662 Einwohner |        |                        |
| Wahlbeteiligung: 74,8 %           |        |                        |

## Abgeordnetenhauswahl 1999
Bei der Wahl zum Abgeordnetenhaus von Berlin  1999 traten folgende Kandidaten an:
| Name                              | Partei | Anteil der Erststimmen |
| --------------------------------- | ------ | ---------------------- |
| Stefan Schlede                    | CDU    | 53,0 %                 |
| Ulrike Neumann                    | SPD    | 29,9 %                 |
| Regina Veraguth                   | Grüne  | 10,7 %                 |
| Bernhard Werner                   | PDS    | 03,6 %                 |
| Erik Schrader                     | FDP    | 02,8 %                 |
| Wahlberechtigte: 28,859 Einwohner |        |                        |
| Wahlbeteiligung: 71,3 %           |        |                        |

## Abgeordnetenhauswahl 1995
Vor ihrer Fusion hatten der Bezirk Steglitz und der Bezirk Zehlendorf bei der Abgeordnetenhauswahl 1995 insgesamt acht Wahlkreise, seit 1999 sind es sieben. Ein direkter Vergleich ist daher nicht möglich.

## Bisherige Abgeordnete
Direkt gewählte Abgeordnete des Wahlkreises Steglitz-Zehlendorf 2 (bis 1999: Steglitz 2):
| Jahr | Name                   | Partei | Anteil der Erststimmen |
| ---- | ---------------------- | ------ | ---------------------- |
| 2023 | Tom Cywinski           | CDU    | 31,3 %                 |
| 2021 | Matthias Kollatz       | SPD    | 27,9 %                 |
| 2016 | Matthias Kollatz-Ahnen | SPD    | 26,8 %                 |
| 2011 | Joachim Luchterhand    | CDU    | 33,2 %                 |
| 2006 | Ulrike Neumann         | SPD    | 37,9 %                 |
| 2001 | Ulrike Neumann         | SPD    | 40,7 %                 |
| 1999 | Stefan Schlede         | CDU    | 53,0 %                 |